# Mazzolatura

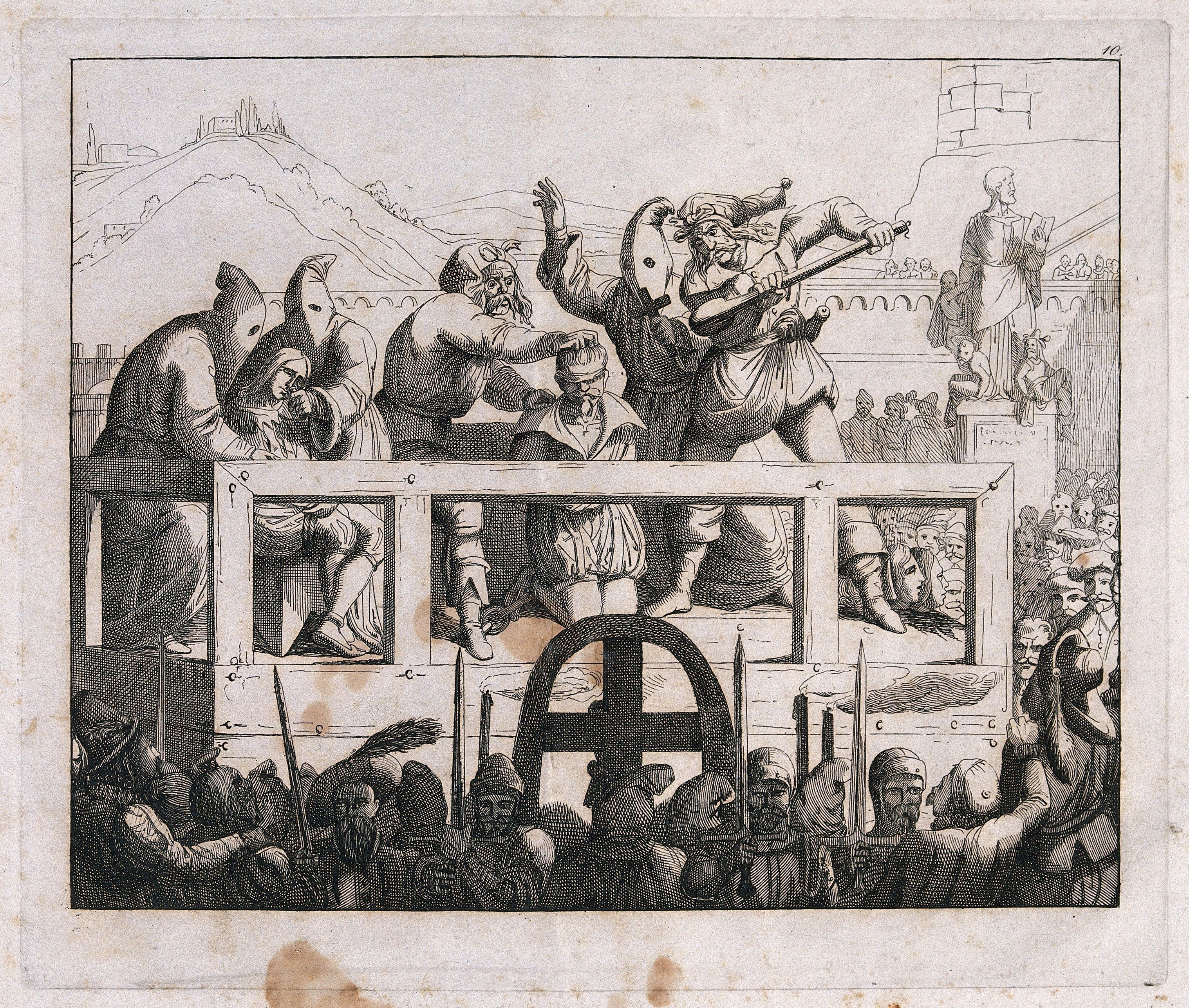
Giacomo Cenci viene giustiziato a Roma nel 1599 con il metodo della mazzolatura (acquaforte del 1850 circa)

La mazzolatura è un tipo di esecuzione pubblica molto cruenta, inflitta ai condannati a morte per mezzo di un mazzuolo percosso sul cranio della vittima.
Era usata una base di pietra su cui il reo era obbligato dal boia a porre il capo; se ne trova traccia in alcune piazze di città italiane tra cui Modena.
Fu abolita in Italia durante la discesa napoleonica ma fu ripristinata in alcuni stati, segnatamente nello Stato Pontificio. Mastro Titta, il celebre boia del governo pontificio, ricorda nelle sue memorie di avere "mazzolato" numerosi condannati.
Una vivace descrizione di un'esecuzione per mazzolatura in Piazza del Popolo a Roma si trova nel romanzo Il conte di Montecristo di Alexandre Dumas; di mazzolatura parla Stendhal a proposito dell'esecuzione a Roma nel 1599 del fratello di Beatrice Cenci.